# جميل الحراشف الرائع
جميل الحراشف الرائع أو سوسة رائعة أو يوفولوس رائعة (الاسم العلمي Eupholus magnificus)، هي نوع من
الخنافس من فصيلة السوسية الحقيقية، يصل طولها إلى حوالي 24-28 ملم، وتوجد في بابوا غينيا الجديدة.